# Why Don't You Get a Job?
Why Don't You Get a Job? è un singolo del gruppo punk Offspring, estratto dal loro quinto album, Americana.
Ha raggiunto la posizione numero 4 nella Billboard Modern Rock Tracks.

## Significato
La canzone è cantata in prima persona da un ragazzo che si rivolge ad un amico; questo amico mantiene una ragazza molto spendacciona, che lo minaccia costantemente di andarsene se lui non sborsa soldi in continuazione per lei. Il cantante consiglia all'amico di dire alla sua ragazza che non pagherà e di trovarsi un lavoro:
Il cantante però ha anche un'amica, a cui si rivolge nella seconda parte della canzone. In questo caso è l'amica che mantiene il suo ragazzo, ed è il ragazzo che minaccia di andarsene se lei non paga. Anche in questo caso il cantante consiglia all'amica di dirgli che non pagherà e di trovarsi un lavoro:

## Video
Il video è stato girato agli Universal Studios Hollywood.
La band cammina in strada seguita da un gruppo sempre crescente di persone. Durante il video sono presenti anche alcuni spezzoni in cui si vedono delle persone atte a farsi delle lesioni volontarie, come il ragazzo che si lancia fuori da una finestra e il ciclista che fa un salto da sopra un tetto. Verso la fine, Dexter crea un'esplosione per disperdere la folla che seguiva la band, lasciandola sola.
Sempre alla fine del video s'intravede lo stesso attore (Guy Cohen) che ha partecipato alla realizzazione del video di Pretty Fly (for a White Guy).
Nello screenshot del video, si può vedere la stessa piazza utilizzata per girare il film Ritorno al futuro.

## Tracce

### Prima versione[10]
1. Why Don't You Get a Job? - 02:49
2. Pretty Fly (for a White Guy) - 03:01 (Lowriders Remix)
3. Beheaded - 02:38
4. Pretty Fly (for a White Guy) (Video)

### Seconda versione[10]
1. Why Don't You Get a Job? - 02:49
2. Why Don't You Get a Job? - 04:22 (The Baka Boyz Remix)
3. Beheaded - 2:38
4. I Wanna Be Sedated - 02:19 (Ramones Cover)

### Terza versione[10]
1. Why Don't You Get a Job? - 04:22
2. Pretty Fly (for a White Guy) - 3:09 (Baka Boys Low rider remix)
3. I Wanna Be Sedated - 02:19 (Ramones Cover)
4. Beheaded - 02:38
5. Why Don't You Get a Job? (Baka Boys remix)

### Quarta versione[11]
1. Why Don't You Get a Job? - 02:52 (Album Version)
2. Why Don't You Get a Job? - 00:10 (Callout Hook #1)
3. Why Don't You Get a Job? - 00:05 (Callout Hook #2)

## Formazione
- Brian "Dexter" Holland - voce e chitarra acustica
- Noodles - chitarra e voce d'accompagnamento
- Greg K - basso
- Chris "X-13" Higgins - voce d'accompagnamento e percussione
- Ron Welty - batteria

## Classifiche
| Classifica (1999)             | Posizione massima |
| ----------------------------- | ----------------- |
| Australia                     | 2                 |
| Austria                       | 16                |
| Belgio (Fiandre)              | 17                |
| Belgio (Vallonia)             | 25                |
| Canada                        | 19                |
| Francia                       | 29                |
| Germania                      | 16                |
| Irlanda                       | 10                |
| Italia                        | 12                |
| Norvegia                      | 6                 |
| Nuova Zelanda                 | 4                 |
| Paesi Bassi                   | 6                 |
| Regno Unito                   | 2                 |
| Stati Uniti                   | 74                |
| Stati Uniti (alternative)     | 4                 |
| Stati Uniti (mainstream rock) | 10                |
| Stati Uniti (pop)             | 21                |
| Stati Uniti (radio)           | 62                |
| Svezia                        | 2                 |
| Svizzera                      | 24                |